# Haiku (Hawái)
Haiku es un área no incorporada ubicada en el condado de Maui en el estado estadounidense de Hawái.

## Geografía
Haiku se encuentra ubicado en las coordenadas 20°55′3″N 156°19′33″O / 20.91750, -156.32583.